# Luc Panissod
Luc Panissod nació en 1949 en Francia.

## Estudios y desempeño profesional
Luc estudió en la Universidad de la Sorbona en París donde se graduó en Economía. Luego realizó una especialización, titulándose como Magíster en Economía.
Posteriormente realizó otra Maestría en Negocios: "Certificado de Aptitud à l'CAAE Administración de Empresas-MBA". 
Estaba preparando su doctorado sobre la "Marketing en organizaciones sociales y públicas" cuando se incorporó a la Oficina Scout Mundial.

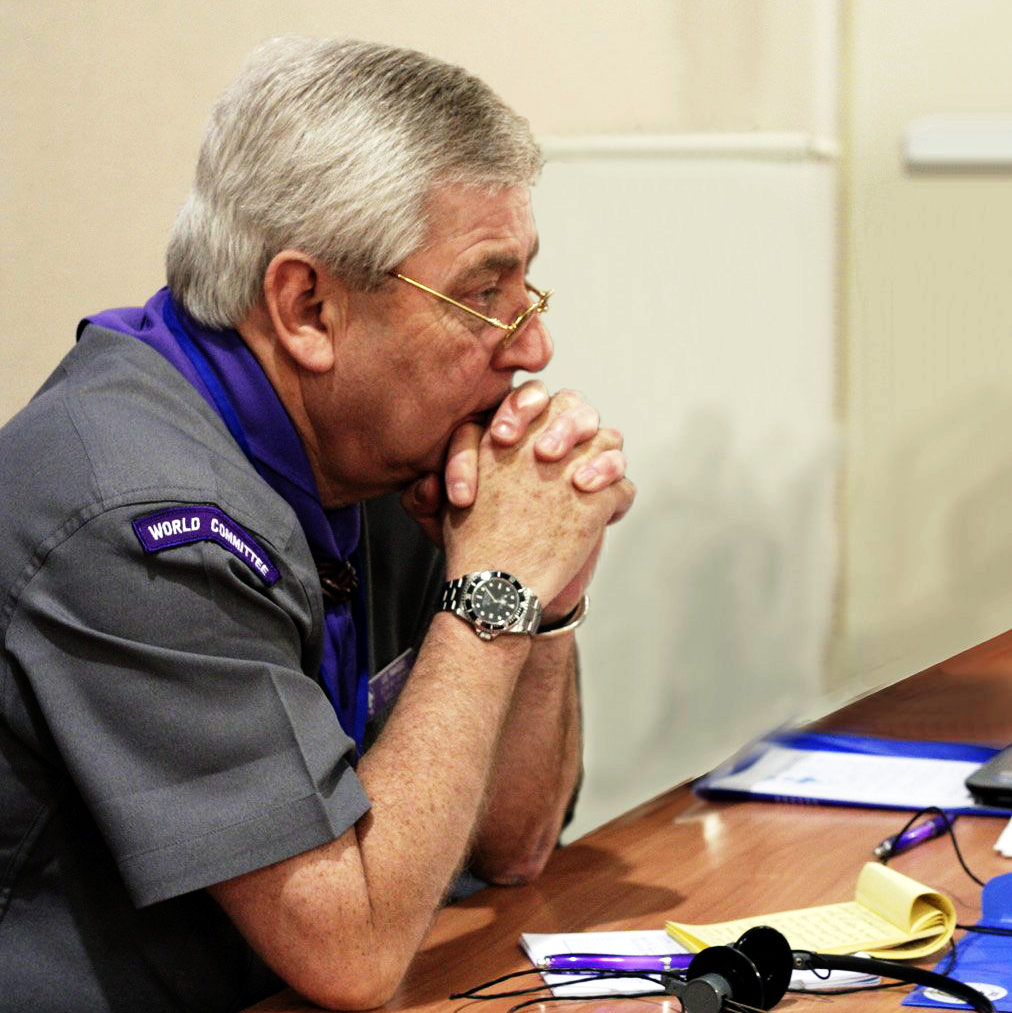

Luc trabajó en Suiza como gerente de una empresa de artes gráficas. En Francia de desempeñó para el sector público, destacándose su rol en el Gabinete del Ministro francés de Transporte.
Habla inglés y francés con fluidez, tiene conocimientos de alemán. Es padre de dos hijos.

## Desempeño en el Movimiento Scout
Se incorporó a la Oficina Scout Mundial en 1982. 
En 2004 durante la gestión de Eduardo Missoni como Secretario General de la OMMS fue promovido a Secretario General Adjunto.
Desde ese rol fue responsable de la Dirección General de la Oficina Scout Mundial.
Desde noviembre de 2007 a marzo de 2009 asumió temporalmente el rol de Secretario General de la Organización Mundial del Movimiento Scout en reemplazo de Eduardo Missoni.
A partir de marzo de 2009 fue elegido para asumir como Secretario General de la Organización Mundial del Movimiento Scout por parte del Comité Scout Mundial, del que es miembro ex officio. 
Como Secretario General de la OMMS se desempeña como Jefe Ejecutivo de la Oficina Scout Mundial, que es la Secretaría de la Organización Mundial del Movimiento Scout. 
Luc fue galardonado con el Premio Lobo de Bronce en 1996 - el más alto honor en el Movimiento Scout Mundial - y una serie de premios de las Organizaciones Scouts Nacionales.